# Economia de Luxemburg
Luxemburg és un país amb una economia petita, però estable. Gaudeix del segon producte interior brut per capita més gran del món (CIA 2007 est.), darrere de Qatar. Luxemburg es considera una nació industrialitzada diversificada. La seva economia depèn en gran manera dels sectors bancari i industrial (principalment siderúrgic).

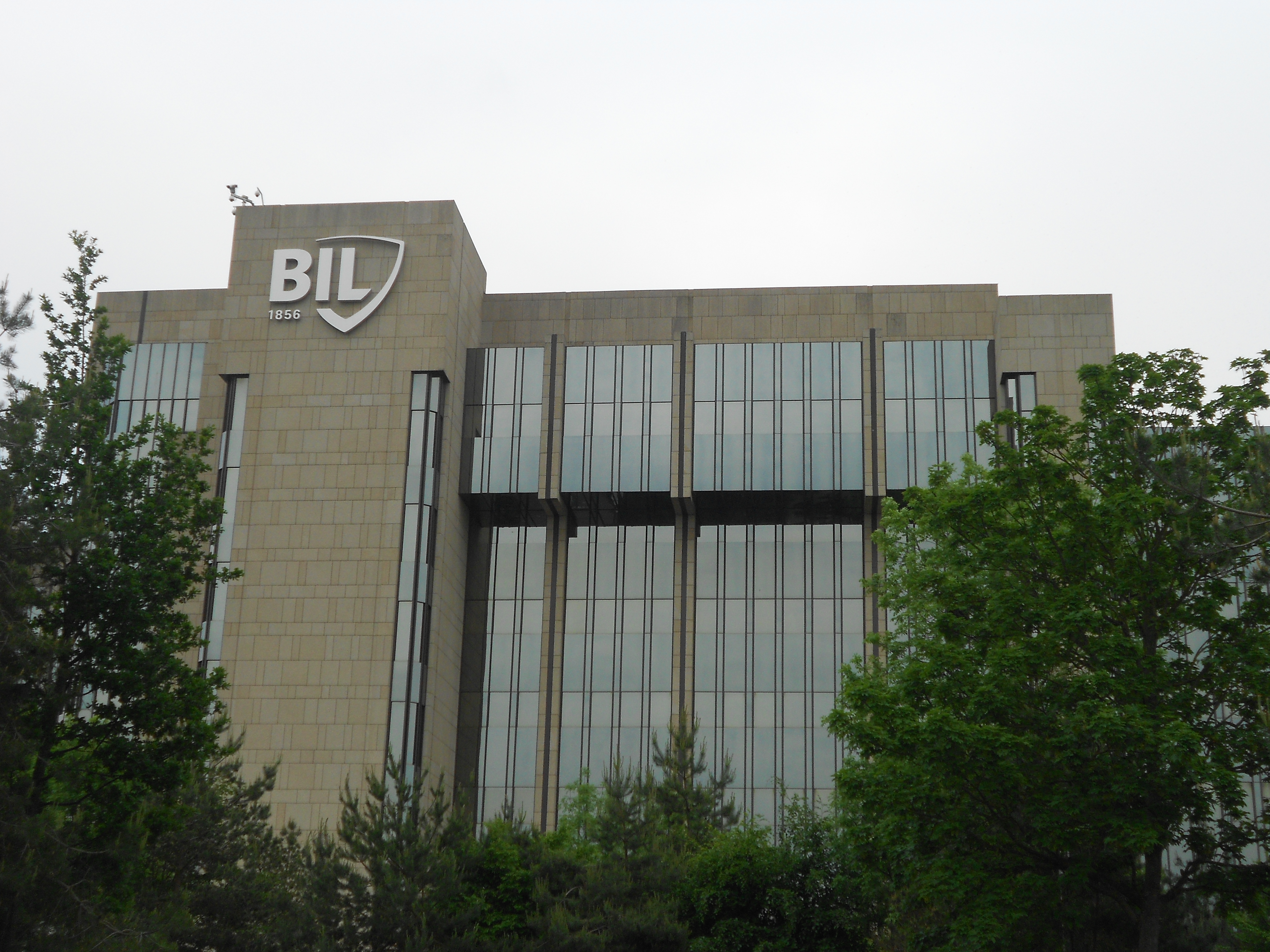
Banc BIL a Luxemburg

Es beneficia de la seva proximitat a França, Bèlgica i Alemanya, i per això ha tingut un creixement econòmic sòlid, de baixa inflació i de poca desocupació.
També es beneficia de la falta de mecanismes de control internacional per a promoure i sustentar una economia basada, en part, en la evasió fiscal a gran escala, fet que permet a les empreses multinacionals més importants del món, com Pepsi, Ikea, Accenture, Burberry, Procter & Gamble, Heinz, JP Morgan, FedEx, Amazon o Deutsche Bank, entre d'altres, evadir milers de milions d'euros en impostos cada any, tal com va quedar demostrat a la investigació coneguda com a Luxemburg Leaks, realitzada pel Consorci Internacional de Periodistes d'Investigació.
Avui en dia, el 47,5% de la població és estrangera, així com un 60% de la mà d'obra. Hi ha uns 195.000 treballadors residents als països veïns (101.987 a França, 46.718 a Bèlgica i 46.418 a Alemanya). El sector financer representa el 36% del producte interior brut, i va compensar la caiguda de participació de l'acer en l'economia.
El seu sector industrial, inicialment dominat per l'acer, és actualment diversificat, i inclou productes químics, cautxú i altres indústries. La facilitat de disposar del carbó de les conques del Rhur i el Saar ha fet possible l'establiment d'importants centres siderúrgics, sector que ocupa un dels primers llocs d'Europa, amb una producció d'acer que en una gran part és exportada. Els centres principals són al sud del país (Rodange, Differdange, Esch, Rumelange i Dudelange).
El país, com altres de la Unió Europea, va sofrir una crisis que va començar en el 2008, però l'atur va quedar per sota de la mitjana de la UE. La economia es va contraure el 3,6% l'any 2009. Però entre 2010 i 2011 es recuperà.

## Centre financer
Luxemburg s'ha convertit en la principal plaça europea en el mercat de fons d'inversió (i segona del món, després dels Estats Units). El 46% del producte interior brut del país depèn del seu paper com a centre financer. El creixement del centre financer de Luxemburg fa que a finals de maig de 2011 hi hagués 144 bancs presents al territori, que sumaven més de 26.000 empleats. És també el centre de banca privada més gran de la zona euro.

## Estadístiques
La taula següent mostra els principals indicadors econòmics de 1980–2017. La inflació per sota del 2% està en verd.
| Any  | PIB (en miliards dòlars EUA) | PIB per capita (en dòlars EUA) | creixement PIB (real) | Taxa d'inflació (en percentatge) | Atur (en percentatge) | Deute públic (en % de PIB) |
| ---- | ---------------------------- | ------------------------------ | --------------------- | -------------------------------- | --------------------- | -------------------------- |
| 1980 | 5.7                          | 15,611                         | 3.2 %                 | 6.3 %                            | 0.7 %                 | n/a                        |
| 1981 | 6.3                          | 17,153                         | 0.8 %                 | 8.1 %                            | 1.0 %                 | n/a                        |
| 1982 | 6.7                          | 18,391                         | 1.0 %                 | 9.4 %                            | 1.3 %                 | n/a                        |
| 1983 | 7.1                          | 19,478                         | 1.9 %                 | 8.7 %                            | 1.6 %                 | n/a                        |
| 1984 | 7.7                          | 21,106                         | 4.7 %                 | 5.6 %                            | 1.7 %                 | n/a                        |
| 1985 | 8.4                          | 22,956                         | 5.6 %                 | 14.8 %                           | =1.7 %                | n/a                        |
| 1986 | 9.4                          | 25,638                         | 10.0 %                | 0.3 %                            | 1.5 %                 | n/a                        |
| 1987 | 10.1                         | 27,155                         | 4.0 %                 | -0.1 %                           | 1.7 %                 | n/a                        |
| 1988 | 11.3                         | 30,223                         | 8.5 %                 | 1.4 %                            | 1.5 %                 | n/a                        |
| 1989 | 12.9                         | 34,137                         | 9.8 %                 | 3.4 %                            | 1.4 %                 | n/a                        |
| 1990 | 14.1                         | 36,863                         | 5.3 %                 | 3.7 %                            | 1.3 %                 | n/a                        |
| 1991 | 15.8                         | 40,826                         | 8.6 %                 | 3.1 %                            | 1.4 %                 | n/a                        |
| 1992 | 16.5                         | 41,943                         | 1.8 %                 | 3.2 %                            | 1.6 %                 | n/a                        |
| 1993 | 17.6                         | 44,115                         | 4.2 %                 | 3.6 %                            | 2.1 %                 | n/a                        |
| 1994 | 18.6                         | 46,104                         | 3.8 %                 | 2.2 %                            | 2.7 %                 | n/a                        |
| 1995 | 19.3                         | 47,516                         | 1.4 %                 | 1.9 %                            | 3.0 %                 | 8.9 %                      |
| 1996 | 19.9                         | 48,412                         | 1.5 %                 | 1.2 %                            | 3.2 %                 | 8.6 %                      |
| 1997 | 21.5                         | 51,502                         | 5.9 %                 | 1.4 %                            | 3.3 %                 | 8.5 %                      |
| 1998 | 23.1                         | 54,757                         | 6.5 %                 | 1.0 %                            | 3.1 %                 | 8.1 %                      |
| 1999 | 25.4                         | 59,529                         | 8.4 %                 | 1.0 %                            | 2.9 %                 | 7.1 %                      |
| 2000 | 28.8                         | 65,079                         | 8.4 %                 | 3.8 %                            | 2.2 %                 | 6.5 %                      |
| 2001 | 29.6                         | 67,331                         | 2.5 %                 | 2.4 %                            | 2.0 %                 | 6.9 %                      |
| 2002 | 31.2                         | 70,249                         | 3.8 %                 | 2.1 %                            | 2.5 %                 | 6.8 %                      |
| 2003 | 32.3                         | 72,127                         | 1.6 %                 | 2.5 %                            | 3.3 %                 | =6.8 %                     |
| 2004 | 34.4                         | 75,663                         | 3.6 %                 | 3.2 %                            | 4.0 %                 | 7.3 %                      |
| 2005 | 36.7                         | 79,480                         | 3.2 %                 | 3.7 %                            | =4.0 %                | 7.4 %                      |
| 2006 | 39.7                         | 84,722                         | 5.2 %                 | 3.0 %                            | =4.0 %                | 7.8 %                      |
| 2007 | 44.2                         | 92,837                         | 8.4 %                 | 2.7 %                            | =4.0 %                | 7.7 %                      |
| 2008 | 44.5                         | 91,977                         | −1.3 %                | 4.1 %                            | 4.1 %                 | 14.9 %                     |
| 2009 | 42.9                         | 86,894                         | −4.4 %                | 0.0 %                            | 5.6 %                 | 15.7 %                     |
| 2010 | 45.5                         | 90,662                         | 4.9 %                 | 2.8 %                            | 6.0 %                 | 19.8 %                     |
| 2011 | 47.6                         | 92,970                         | 2.5 %                 | 3.7 %                            | =6.0 %                | 18.7 %                     |
| 2012 | 48.3                         | 92,102                         | −0.4 %                | 2.9 %                            | 6.1 %                 | 21.7 %                     |
| 2013 | 50.9                         | 94,824                         | 3.7 %                 | 1.7 %                            | 6.8 %                 | 23.7 %                     |
| 2014 | 54.8                         | 99,738                         | 5.8 %                 | 0.7 %                            | 7.1 %                 | 22.7 %                     |
| 2015 | 57.0                         | 101,255                        | 2.9 %                 | 0.1 %                            | 6.8 %                 | 22.0 %                     |
| 2016 | 59.5                         | 103,286                        | 3.1 %                 | 0.0 %                            | 6.3 %                 | 20.8 %                     |
| 2017 | 62.8                         | 106,373                        | 3.5 %                 | 2.1 %                            | 5.8 %                 | 23.0 %                     |